# Шпангенхелм
Шпангенхелм (на немски: Spangenhelm) е най-разпространеният тип шлем през Късната античност и Ранното средновековие в Европа.
Шпангенхелмите се състоят от метален венец (прилягащ към челото на носителя), към който са прикрепени 4-6 или повече метални пластини (скоби), които се събират в конусовидна издутина над главата, върху която понякога са били поставяни остри шипове като завършек. Между металните пластини има метални плоскости (сегменти), които понякога са били покривани със сребърна или бронзова ламарина. Венецът, закриващ челото, понякога е бил по-голям и е имал дъговидни изрези за веждите или дори предпазител за нос (Nasal). Шпангенхелмите обикновено са снабдени с предпазители за бузите и предпазител за врата, представляващи вид плетка от метални нишки, подобно на ризницата.

## История
Шпангенхелмите вероятно са изобретение на северноиранския степен народ – сармати. През I и II век от н.е подобни шлемове изглежда са били широко разпространени сред този конен народ. За това сочи факта, че върху римската Траянова колона са изобразени сарматски катафракти с шлемове, наподобяващи шпангенхелм. Въпреки това не са известни находки на шпангенхелми от тези ранни векове. Шпангенхелмите на сарматите, живеещи в Южна Русия, Украйна и Югоизточна Европа, вероятно първо достигат до римляните (а по-късно и до византийците), а след това и до съседните германски племена. Римският шлем, който е бил обичаен дотогава, излиза от употреба през късния III век. Докато през IV век в Европа са били широко разпространени гребеновите шлемове, то по време на прехода към V век започват все повече да навлизат шпангенхелмите. През VI век от н.е шпангенхелмите също са се разпространили сред всички германски народи. Освен това, шпангенхелмът е използван също така от византийците и иранските сасаниди и е намерил своя път обратно към Централна Азия чрез тюркските народи, живеещи в степта (хуни, авари, хазари, печенеги).
През Развитото средновековие, шпангенхелмът все повече се заменя в Европа от шлемове, направени от един лист желязо (нормански шлем). Въпреки това, използването на шпангенхелми в Централна Европа е доказано за периода чак до края на Развитото средновековие.